# Jaźwiny (województwo dolnośląskie)
Jaźwiny – wieś w Polsce, położona w województwie dolnośląskim, w powiecie trzebnickim, w gminie Trzebnica.
| SIMC    | Nazwa  | Rodzaj    |
| ------- | ------ | --------- |
| 0881450 | Kanice | część wsi |

W latach 1975–1998 wieś administracyjnie należała do województwa wrocławskiego.